# Julius Egghard
Julius Egghard (* 24. April 1834 in Wien als Julius Sigismund Egghard; † 22. März 1867 ebenda) war ein österreichischer Pianist und Komponist. Er ist nicht identisch mit Julius Graf Hardegg (1833–1900), wie häufig zu lesen ist.

## Leben

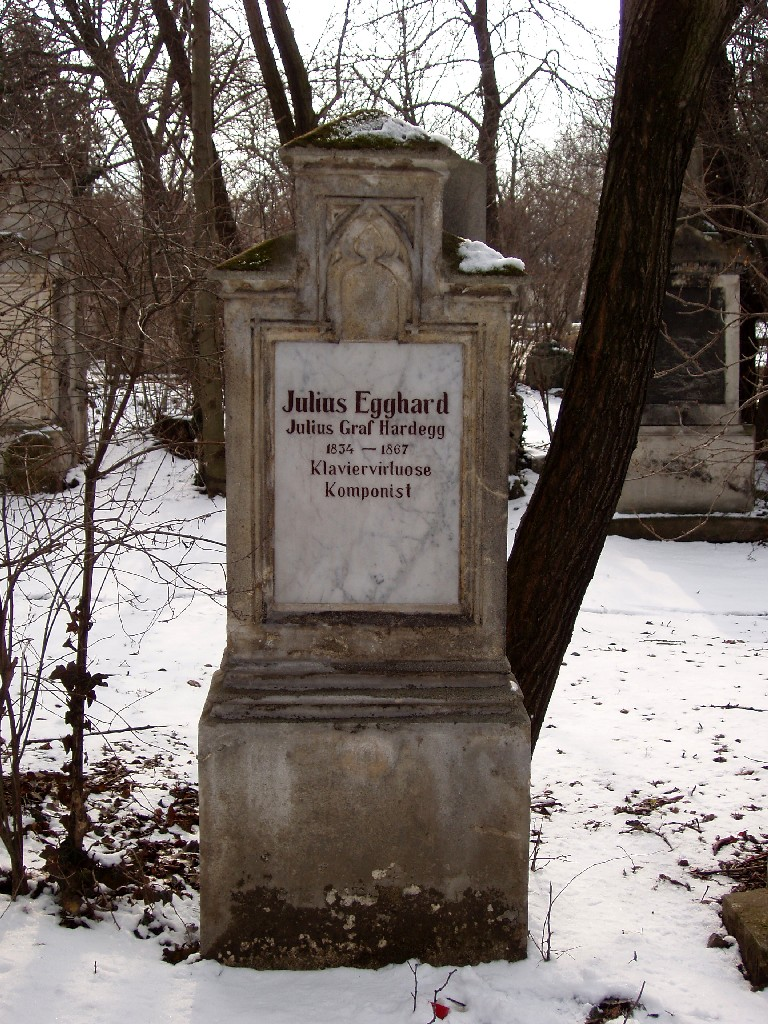
Egghards Grab auf dem Sankt Marxer Friedhof in Wien

Egghard war Schüler von Carl Czerny und Simon Sechter und trat mit 15 Jahren erstmals öffentlich auf. Nach einer sich anschließenden, erfolgreichen Konzertreise durch die Habsburgermonarchie und Deutschland, ging er 1853 für zwei Jahre nach Paris und kehrte dann nach Wien zurück, wo er im Alter von nur 32 Jahren aufgrund einer Bauchfellentzündung verstarb.
Im Jahr 1851 war Egghard in Weimar Solist bei der Uraufführung von Franz Schuberts Wanderer-Fantasie in der Bearbeitung für Klavier und Orchester von Franz Liszt. Als Komponist schuf Egghard mehr als 250 Salonstücke.